# 小行星20644
小行星20644（20644 Amritdas）是一颗绕太阳运转的小行星，为主小行星带小行星。该小行星于1999年10月7日发现。

## 轨道参数
小行星20644的轨道半长轴为2.7435794 UA，离心率为0.032。